# Centaurea pauneroi
Centaurea pauneroi es una especie de planta perenne de la familia  de las asteráceas. 

## Descripción
Es una planta perenne, con indumento lanuginoso. Tiene tallos que alcanzan un tamaño de 12-40 cm de altura, erectos, simples o ramificados en la mitad superior, generalmente blanco-aracnoideos en la parte infetior y cano-tomentosos en la superior. Hojas basales oblanceoladas, de enteras a pinnatisectas, de blanco-aracnoideas a cano-aracnoideas; las caulinares medias pinnatisectas; las superiores ovado-elípticas, generalmente enteras. Capítulos solitarios, formando un corimbo laxo. Involucro de 11-12 x 1216 mm, subgloboso, truncado en la base. Brácteas involucrales externas y medias ovadas, con 4-5 nervios más o menos prominentes; apéndice decurrente, con membrana hialina plateada en la base, triangular, pectinado-fimbriado, espinoso, negruzco, concoloro, con espina terminal de hasta 4 mm, erecta o erecto-patente y con 3-4 pares de setas espinulosas laterales de hasta 3 mm. Flores amarillas; las externas estériles; las internas hermafroditas, de 12 mm. Aquenios de  4 mm, ovoideos, amarillentos, ligeramente vilosos; hilo cárpico subbasal, cóncavo, glabro. Vilano de  2 mm, blanco. Florece en junio.

## Distribución y hábitat
Se encuentra en sobre margas yesosas a una altitud de 900 metros, en el sur de España (Andalucía Occidental), Subbética cordobesa. 

## Taxonomía
Centaurea pauneroi fue descrita por Talavera & J.Muñoz y publicado en Lagascalia 12(2): 250 (1984).
Etimología
Centaurea: nombre genérico que procede del Griego kentauros, hombres-caballos que conocían las propiedades de las plantas medicinales.
pauneroi: epíteto otorgado en honor de la botánica española Elena Paunero Ruiz. 